# Pirouz Nahavandi
Pirouz Nahavandi (persan: پیروز نهاوندی, Pīruz Nahāvandī ou persan: فیروز نهاوندی Fīruz Nahāvandī) également connu pour son pseudonyme Abu Lulu'ah (arabe: أَبُو لُؤْلُؤَة), appelé ainsi parce que sa fille s'appelait Lulu'ah (qui signifie « perle » en arabe), était un soldat et général de guerre qui était sous les ordres du commandant en chef de l'armée Sassanide, Rostam Farrokhzād. Il fut capturé pendant la bataille d'al-Qadisiyya en 636 lorsque l'armée Sassanide fut battue par l'armée arabo-musulmane du Calife Omar ibn al-Khattâb sur la rive occidentale de l'Euphrate. Il fut par la suite déporté jusqu'en Arabie en tant que prisonnier et esclave. Son nom indique qu'il est originaire de l'ancienne ville d'Iran de Nahavand.

## Son transfert à Médine
Après sa capture, il est envoyé en guise de cadeau à Médine pour servir d'esclave sous les ordres de Mughira ibn Shu'ba. En plus de ses compétences militaires, Nahavandi était également menuisier et artisan, ainsi il put exercer ses compétences dans la ville sainte de Médine, son maitre l'ayant autorisé à vivre dans sa propre maison dans la capitale islamique. Pourtant, à l'époque aucun esclave n'était autorisé à y vivre, mais selon Ibn Sa'd, son maitre Mughira ibn Shu'ba, qui était également gouverneur de Bassorah, a écrit une lettre de Kufa au Calife Omar, celui-ci l'autorisa avec une permission spéciale d'envoyer Pirouz à Médine.

## Assassinat de Omar ibn al-Khattâb et mort de Abu Lulu'ah
L'histoire rapporte que Nahavandi était mécontent des impôts à payer et que le Calife n'avait pas fait droit à ses demandes. Cependant on pense surtout qu'il fut le simple instrument d'une conspiration beaucoup plus large.
La tradition sunnite raconte que le Calife fut assassiné en l'an 644 (an 22 de l'année de l'hégire), alors que Omar venait à peine de commencer à présider la prière de l'aube (fajr) dans le Masjid al-Nabawi à Médine. La tradition rapporte que Nahavandi aurait caché sa dague dans sa robe la poignée au milieu, lui-même étant caché dans un coin de la mosquée. Peu de temps après que le Calife ait commencé la prière, Pirouz aurait sauté sur Omar pour le poignarder à six reprises (seulement trois fois selon Ibn Sa'd), cinq fois dans le ventre et une fois dans le nombril. Omar mourut trois jours après, des blessures mais aussi du poison qui couvrait la dague. Après cette attaque, Nahavandi poignarda les personnes présentes qui essayaient de le maitriser, tuant six ou neuf d'entre elles alors qu'il essayait de s'enfuir. Il est rapporté qu'il se serait suicidé ensuite.

## Mausolée

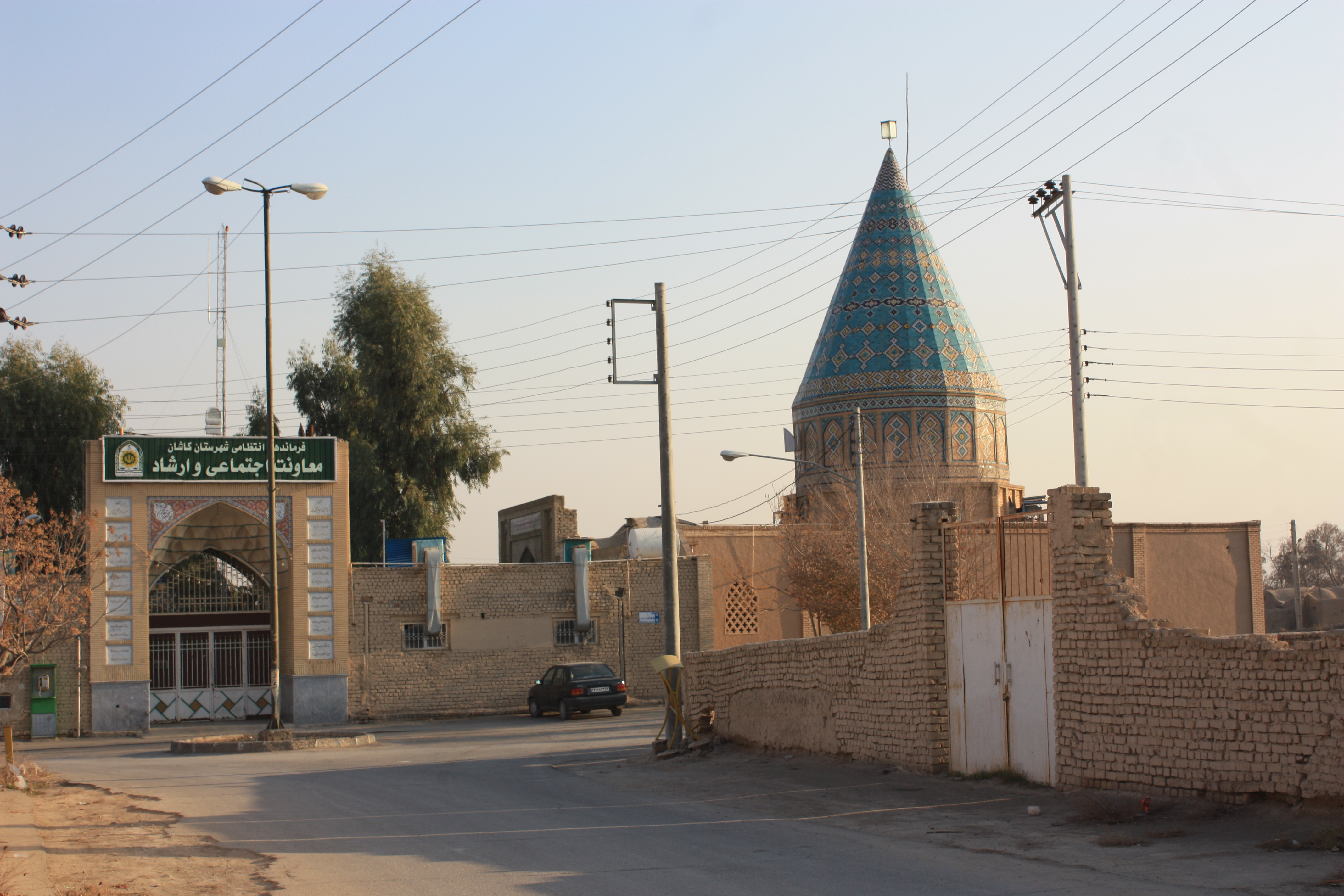
Son mausolée situé aux environs de Kashan

Situé près de Kashan, dans un style architectural perse distinctif du onzième siècle, se trouve le tombeau de Pirouz Nahavandi. Constitué d'un dôme de cour et d'un porche, la date exacte de construction reste à ce jour inconnue, mais le mausolée aurait été entièrement restauré dans la seconde moitié du XIVe siècle où une nouvelle pierre tombale a été placée sur sa tombe.

## Chez les chiites
Pour certains chiites, Nahavandi a acquis le titre honorifique de Baba Shuja Ad-Deen (littéralement « Le courageux de la religion ») pour son acte de bravoure envers Omar ibn al-Khattâb et son assassinat. Le jour de l'assassinat du Calife (9 Rabî`al-awwal) et la glorification de Nahavandi étaient encore célébrés dans les coins reculés d'Iran et dans certaines des grandes villes jusqu'à ce que les protestations des pays arabes aient abouti à son interdiction par les autorités. La célébration est connue sous le nom de jashn-e Omar koshi (la célébration du meurtre de Omar)
Les sunnites rapportent dans la tradition du Sahîh d'Al-Bukhârî que Pirouz Nahavandi aurait été un « majous » zoroastrien. Le compagnon Amr ibn Maymun le décrit comme un « infidèle non-arabe ». Dans le même hadith, Omar décrit également Nahavandi comme un non musulman: « Toutes les louanges sont pour Allah qui ne m'a pas fait mourir de la main d'un homme qui prétend être musulman »,
Au contraire, les chiites reconnaissent que Nahavandi était bel et bien un musulman. Pour cela, ils disent qu'il n'y a aucune réelle preuve ni réelle source qui atteste clairement sa croyance et ses pratiques si ce n'est que des accusations. Parmi cela les chiites utilisent l'argument de la ville de Médine. En effet, la ville sainte de Médine est strictement interdite aux non musulmans au même niveau que la ville sainte de La Mecque. Pourtant Nahavandi y vivait et avait son propre commerce. Ils utilisent également l'argument du fait que le jour où Nahavandi a assassiné Omar il avait pu pénétrer dans le Masjid al-Nabawi, la mosquée du Prophète à Médine, chose qui aurait été impossible pour un non musulman également.